# 鋸葉耳蕨
鋸葉耳蕨（学名：Polystichum prionolepis）为鱗毛蕨科耳蕨屬下的一个种。

## 扩展阅读
- 維基物種上的相關：鋸葉耳蕨